# Liste der Kulturdenkmale in Schloßvippach
In der Liste der Kulturdenkmale in Schloßvippach sind alle Kulturdenkmale der thüringischen Gemeinde Schloßvippach (Landkreis Sömmerda) und ihrer Ortsteile aufgelistet (Stand: 2006).

## Schloßvippach

### Einzeldenkmale
| Bild                           | Bezeichnung                                               | Lage                            | Datierung | Beschreibung | ID |
| ------------------------------ | --------------------------------------------------------- | ------------------------------- | --------- | ------------ | -- |
| weitere Bilder Fotos hochladen | Kirche St. Veit mit Ausstattung                           | Kirchgasse 5 (Karte)            |           |              |    |
| weitere Bilder Fotos hochladen | Kirche St. Peter mit Ausstattung                          | Lange Straße 72 (Karte)         |           |              |    |
| BW                             | Hofanlage mit Torfahrt, Inschriftstein und Wappen         | Erfurter Straße 10 (Karte)      |           |              |    |
| weitere Bilder Fotos hochladen | Gasthaus mit Saal                                         | Erfurter Straße 11 (Karte)      |           |              |    |
| BW                             | Grab eines unbekannten KZ-Häftlings aus dem KZ Buchenwald | Kirchgasse 13, Friedhof (Karte) |           |              |    |
| BW                             | Torfahrt und Pforte                                       | Hintergasse 13 (Karte)          |           |              |    |
| BW                             | Hofanlage                                                 | Karl-Buchholz-Straße 17 (Karte) |           |              |    |
| BW                             | Torfahrt und Pforte                                       | Karl-Buchholz-Straße 19 (Karte) |           |              |    |
| BW                             | Wohnhaus mit Torfahrt und Pforte                          | Karl-Buchholz-Straße 34 (Karte) |           |              |    |
| BW                             | Pfarrhaus                                                 | Kirchgasse 1 (Karte)            |           |              |    |
| BW                             | Torfahrt                                                  | Lange Straße 55 (Karte)         |           |              |    |
| BW                             | Hofanlage                                                 | Mittelgasse 9 (Karte)           |           |              |    |
| weitere Bilder Fotos hochladen | Turmwindmühle                                             | (Karte)                         |           |              |    |

## Dielsdorf

### Einzeldenkmale
| Bild                           | Bezeichnung                          | Lage                         | Datierung | Beschreibung                                                                                     | ID |
| ------------------------------ | ------------------------------------ | ---------------------------- | --------- | ------------------------------------------------------------------------------------------------ | -- |
| weitere Bilder Fotos hochladen | Kirche zum Hl. Kreuz mit Ausstattung | (Karte)                      |           |                                                                                                  |    |
| BW                             | ehemaliges Pfarrhaus                 | (Obere Dorfstraße) 5 (Karte) |           | Anm.: Im Ort ist jede Hausnummer nur einmal vorhanden, Haus 5 zählt jetzt zu Vordere Dorfstraße. |    |

## Quelle
- Landkreis Sömmerda. (Memento vom 1. Februar 2017 im Internet Archive; PDF; 160 kB) landkreis-soemmerda.de, Auszug aus dem Denkmalbuch des Landes Thüringen